# Lee Tai-young
Lee Tai-young   (Unsan County, 10 d'agost de 1914 - 16 de desembre de 1998) o Yi T'ai Yǒng, fou la primera dona advocada de Corea del Sud, així com la fundadora del primer centre d'assessoria legal del país. Va lluitar pels drets de les dones durant tota la seva carrera. El seu lema, que esmentava sovint, era "cap societat pot prosperar o prosperarà sense la cooperació de les dones". La seva dedicació a la llei també li valgué el sobrenom de "la jutgessa".
Algunes fonts identifiquen erròniament a Lee com la primera jutgessa de la història de Corea, però la primera coreana en ocupar aquest lloc fou Hwang Yun-suk el1954. Tot i que Lee intentà accedir a la carrera judicial als voltants de 1954, li fou negada a causa de raons polítiques. Amb el temps, però, aconseguí la judicatura.

## Primers anys
Lee Tai-young va néixer a Pukjin, al Comtat d'Unsan, a l'actual Corea del Nord. Pertanyia a una familia metodista. Els pares de la majoria de noies els ensenyaven a treballar, però els seus creien que el que necessitaven les noies era estudiar, així que Lee va anar a escola amb els nois. Després de completar els estudis bàsics a Pukjin, va estudiar al metodista Institut Femení Chung Eui, a Pyongyang. Va assistir a la Universitat Femenina Ewha, on es graduà en economia domèstica abans de casar-se amb el ministre metodista Yil Hyung Chyung l'any 1936.

## Carrera
Inicialment, quan anà a Seül per estudiar a la Universitat Femenina Ewha, el seu desig era esdevenir advocada. Quan el seu marit va ser empresonat per sedició en la dècada dels 1940s pel govern colonial japonès, Lee va haver de mantenir la família amb oficis molt diferents, des mestre escolar a cantant radiofònica, així com cosint i rentant. Després que Segona Guerra Mundial, el seu marit l'animà a continuar els seus estudis. El 1946, esdevingué la primera dona per entrar a la Universitat Nacional de Seül on, tres anys més tard, obtindria el seu grau de dret. El 1957, després de la Guerra de Corea va obrir el Centre d'Assessoria Legal per a Dones, el qual proporciona suport legal a dones pobres. El 1952, fou la primera dona que superà l'Examen Judicial Nacional.
Lee i el seu marit participaren en la en el 1976 la Declaració de Myongdong, en la qual es demanava el retorn de les llibertats civils per als ciutadans de Corea del sud. Arrel d'això se la considerà una enemiga del president Park Chung-hee i va ser arrestada, rebent el 1977 una suspensió de tres tres-anys, la pèrdua de llibertats civils i una inhabilitació automàtica de deu anys. A partir d'aquell moment centrà la seva pràctica del dret en el Centre d'Ajut Legal per Relacions Familiars de Corea, amb més de 10,000 clients cada any.

## Publicacions
Va escriure 15 llibres de temes relacionats amb les dones, el primer dels quals es publicà el 1957 sota el títol Sistema de Divorci a Corea. El 1972, va publicar Sentit comú en la llei per a dones. Els seus altres llibres notables són La Dona de Corea del Nord i Nascuda Dona. Va traduir el llibre d'Eleanor Roosevelt Pel meu compte al coreà. Va publicar les seves memòries el 1984, sota el títol Immersió al riu Han sense salvavides.

## Premis
El 1975, rebé el premi Ramon Magsaysay (també conegut com el Premi de la pau asiàtic) del Lideratge Comunitari " per servei eficaç a la causa de la igualtat de drets judicials per l'alliberament de les dones coreanes." Tres anys més tard, va rebre el premi d'ajut legal internacional de la Legal Aid Association.
Alguns dels altres premis que va rebre foren el Premi Metodista Mundial de la Pau (el 1984), el Doctorat Honoris Causa de dret de la Universitat Drew de Madison (el 1981). El 1971 va guanyar el premi del congrés quan participà en el Congrés Mundial de la Pau a través de la Llei, a Belgrad.